# 最佳原住民語專輯獎 (金曲獎)
金曲獎最佳原住民語專輯獎是由臺灣文化部影視及流行音樂產業局舉辦的金曲獎現行頒發獎項。1990年第2屆設立最佳專輯獎，2005年第16屆起取消最佳專輯獎，改按語言劃分的國語（後更名為華語）、台語、客語和原住民語四項專輯獎，2017年第28屆起除保留按語言劃分的四項專輯獎之外另增設年度專輯獎。

## 歷屆得獎暨入圍名單
|  | 獲獎者 |

### 最佳原住民語流行音樂演唱專輯獎（第16屆－第17屆）
| 年份 （屆次）   | 入圍名單                                                       | 備註        |
| --------------- | -------------------------------------------------------------- | ----------- |
| 2005 （第16屆） | 《山上的百靈鳥》 亞洲唱片有限公司 演唱：草埔國小排灣兒童合唱團 | [ 1 ] [ 2 ] |
| 2005 （第16屆） | 《飛‧回家》／夏黎寶工作室                                      | [ 1 ] [ 2 ] |
| 2006 （第17屆） | 《哈雷》 歡喜王唱片有限公司 演唱：路達瑪幹                     | [ 3 ] [ 4 ] |
| 2006 （第17屆） | 《原住民創作歌謠7》／欣代聲視育樂事業有限公司                  | [ 3 ] [ 4 ] |

### 最佳原住民語專輯獎（第18屆－至今）
| 年份 （屆次）   | 入圍名單 | 備註          |
| --------------- | --- | ------------- |
| 2007 （第18屆） | 《美麗心民謠》 參拾柒度製作有限公司 演唱：小美、陳永龍、胡德夫、吳昊恩、姜聖民、阿洛、Ka-silaw樂團          | [ 5 ] [ 6 ]   |
| 2007 （第18屆） | 《唱一首好聽的歌》／亞洲唱片有限公司                                                                        | [ 5 ] [ 6 ]   |
| 2008 （第19屆） | 《依拜維吉》 詮釋音樂文化事業有限公司 演唱：依拜維吉                                                        | [ 7 ] [ 8 ]   |
| 2008 （第19屆） | 《鰲芭！最美的部落》／亞洲唱片有限公司                                                                      | [ 7 ] [ 8 ]   |
| 2008 （第19屆） | 《Nasi 生命》／喜瑪拉雅音樂事業股份有限公司                                                                 | [ 7 ] [ 8 ]   |
| 2008 （第19屆） | 《My Name Is Bai Lang》／這虎音樂工作室                                                                     | [ 7 ] [ 8 ]   |
| 2008 （第19屆） | 《查勞‧巴西瓦里》／角頭文化事業股份有限公司                                                                 | [ 7 ] [ 8 ]   |
| 2009 （第20屆） | 《南王姐妹花》 角頭文化事業股份有限公司 演唱：南王姐妹花                                                    | [ 9 ] [ 10 ]  |
| 2009 （第20屆） | 《Gaga》／大大樹音樂圖像 演唱：雲力思                                                                       | [ 9 ] [ 10 ]  |
| 2009 （第20屆） | 《鄒女在唱歌》／夢想之翼創意多媒體 演唱：鄒女                                                               | [ 9 ] [ 10 ]  |
| 2009 （第20屆） | 《Message》／國際文化教育促進企業社 演唱：狼煙樂團                                                          | [ 9 ] [ 10 ]  |
| 2010 （第21屆） | 《八部傳說 布農》 參拾柒度製作有限公司 演唱：布農山地傳統音樂團                                             | [ 11 ] [ 12 ] |
| 2010 （第21屆） | 《老老車》／角頭文化事業股份有限公司 演唱：查勞‧加麓                                                        | [ 11 ] [ 12 ] |
| 2011 （第22屆） | 《Suming》 彎的音樂有限公司 演唱：舒米恩                                                                    | [ 13 ] [ 14 ] |
| 2011 （第22屆） | 《美麗心民謠 出發》／參拾柒度製作有限公司                                                                   | [ 13 ] [ 14 ] |
| 2011 （第22屆） | 《Miling'an》／風潮音樂國際股份有限公司 演唱：芮斯                                                          | [ 13 ] [ 14 ] |
| 2011 （第22屆） | 《很久沒有敬我了你》／角頭文化事業股份有限公司                                                              | [ 13 ] [ 14 ] |
| 2011 （第22屆） | 《百年排灣 風華再現》／飛魚雲豹音樂工團 演唱：林廣財                                                        | [ 13 ] [ 14 ] |
| 2012 （第23屆） | 《輕快的生活》 風潮音樂國際股份有限公司 演唱：以莉‧高露                                                     | [ 15 ] [ 16 ] |
| 2012 （第23屆） | 《美好的日子》／豐年出版事業有限公司 演唱：拉衛士 勞外                                                      | [ 15 ] [ 16 ] |
| 2012 （第23屆） | 《Ina的童年》／Amis旮亙樂團 演唱：旮亙樂團                                                                  | [ 15 ] [ 16 ] |
| 2012 （第23屆） | 《聽～女人聲音》／哈雷音樂媒體企業社 演唱：少妮瑤‧久分勒分                                                  | [ 15 ] [ 16 ] |
| 2012 （第23屆） | 《BaLiwakes》／角頭文化事業股份有限公司 演唱：南王姐妹花                                                    | [ 15 ] [ 16 ] |
| 2013 （第24屆） | 《O-Kai A Cappella》 角頭文化事業股份有限公司 演唱：歐開合唱團                                              | [ 17 ] [ 18 ] |
| 2013 （第24屆） | 《美麗的末日預言》／ 米靈岸事業有限公司 演唱：芮斯                                                          | [ 17 ] [ 18 ] |
| 2013 （第24屆） | 《Dalan 路》／ 卡達德邦文化工作室 演唱：桑布伊                                                              | [ 17 ] [ 18 ] |
| 2013 （第24屆） | 《阿米斯》／ 彎的音樂有限公司 演唱：舒米恩                                                                  | [ 17 ] [ 18 ] |
| 2013 （第24屆） | 《太陽月亮》／ 風潮音樂國際股份有限公司 演唱：阿洛                                                          | [ 17 ] [ 18 ] |
| 2013 （第24屆） | 《Calisi 斜坡》／ 好的創藝工作室 演唱：達卡鬧                                                               | [ 17 ] [ 18 ] |
| 2014 （第25屆） | 《歌，飛過群山》 風潮音樂國際股份有限公司 演唱：泰武古謠傳唱                                                | [ 19 ] [ 20 ] |
| 2014 （第25屆） | 《Cepo 混濁了》／ 潛藝術工作室 演唱：阿努                                                                   | [ 19 ] [ 20 ] |
| 2014 （第25屆） | 《流浪的歌》／ 華納國際音樂股份有限公司 演唱：拉卡‧巫茂                                                     | [ 19 ] [ 20 ] |
| 2015 （第26屆） | 《玻里尼西亞》 角頭文化事業股份有限公司 演唱：查勞‧加麓                                                     | [ 21 ] [ 22 ] |
| 2015 （第26屆） | 《Hosa部落樂團》／亞蔚創意科技有限公司 演唱：Hosa部落樂團                                                   | [ 21 ] [ 22 ] |
| 2015 （第26屆） | 《野生BOXING》／環球國際唱片股份有限公司 演唱：BOXING樂團                                                   | [ 21 ] [ 22 ] |
| 2015 （第26屆） | 《海洋‧森林》／舒米恩工作室 演唱：舒米恩                                                                    | [ 21 ] [ 22 ] |
| 2015 （第26屆） | 《Ima Lalu Su 你叫什麼名字》／大大樹音樂圖像有限公司 演唱：雲力思、大小朋友                                 | [ 21 ] [ 22 ] |
| 2016 （第27屆） | 《洄游》 風潮音樂國際股份有限公司 演唱：吳昊恩                                                              | [ 23 ] [ 24 ] |
| 2016 （第27屆） | 《自由的旅程》／藤音樂工作室 演唱：CMO樂團                                                                  | [ 23 ] [ 24 ] |
| 2016 （第27屆） | 《大巴六九部落傳唱歌謠》／百代唱片股份有限公司 演唱：大巴六九                                               | [ 23 ] [ 24 ] |
| 2017 （第28屆） | 《Vavayan 女人》 十一音像有限公司（十一音樂） 演唱：阿爆                                                    | [ 25 ] [ 26 ] |
| 2017 （第28屆） | 《椏幹》／卡達德邦文化工作室 演唱：桑布伊                                                                   | [ 25 ] [ 26 ] |
| 2017 （第28屆） | 《順著河流走》／風潮音樂國際股份有限公司 演唱：戴曉君                                                       | [ 25 ] [ 26 ] |
| 2017 （第28屆） | 《Longer Story》／好的創藝工作室 演唱：郭明龍                                                               | [ 25 ] [ 26 ] |
| 2017 （第28屆） | 《看月亮 Sadu Kata Buan》／方舟音樂文化有限公司 演唱：馬詠恩、農男樂團                                      | [ 25 ] [ 26 ] |
| 2018 （第29屆） | 《直美》 藤音樂工作室 演唱：CMO樂團                                                                         | [ 27 ] [ 28 ] |
| 2018 （第29屆） | 《圍坐在一起》／好的創藝工作室 演唱：Paliulius樂團                                                          | [ 27 ] [ 28 ] |
| 2018 （第29屆） | 《渲染》／台灣足跡有限公司 演唱：桑梅絹                                                                     | [ 27 ] [ 28 ] |
| 2018 （第29屆） | 《有我陪伴》／好有感覺音樂事業有限公司 演唱：台玖線                                                         | [ 27 ] [ 28 ] |
| 2019 （第30屆） | 《斯瓦細格》 好哦工作室 演唱：雅維‧茉芮                                                                     | [ 29 ] [ 30 ] |
| 2019 （第30屆） | 《思念》／無限美好文創娛樂有限公司 演唱：沐妮悠                                                             | [ 29 ] [ 30 ] |
| 2019 （第30屆） | 《Vangav 天窗》／漢創文化股份有限公司 演唱：徹摩                                                            | [ 29 ] [ 30 ] |
| 2019 （第30屆） | 《原音呈現 阿美族複音傳唱》／飛魚雲豹音樂工團 演唱：吳家祿、曾光復、王福來、楊拾妹、林榮妹、郭美玉          | [ 29 ] [ 30 ] |
| 2019 （第30屆） | 《Ti Cemelesai Ata Salasalad 阿新與他的朋友們》／新式有限公司 演唱：Kerekelj（沈昉禎）、Eleng（林瑋琪）     | [ 29 ] [ 30 ] |
| 2020 （第31屆） | 《Kinakaian 母親的舌頭》 十一音像有限公司（十一音樂） 演唱：阿爆                                            | [ 31 ] [ 32 ] |
| 2020 （第31屆） | 《Sasela'an 氣息》／阿洛無限有限公司 演唱：阿洛                                                             | [ 31 ] [ 32 ] |
| 2020 （第31屆） | 《Laloken Ko Orip 認真生活》／認真生活有限公司 演唱：阿努                                                   | [ 31 ] [ 32 ] |
| 2020 （第31屆） | 《裡面的外面》／風潮音樂國際股份有限公司 演唱：戴曉君                                                       | [ 31 ] [ 32 ] |
| 2020 （第31屆） | 《Salama》／角頭文化事業股份有限公司 演唱：查勞‧加麓                                                        | [ 31 ] [ 32 ] |
| 2021 （第32屆） | 《海女》 共勉之企業號有限公司 演唱：漂流出口                                                                | [ 33 ] [ 34 ] |
| 2021 （第32屆） | 《流浪的Naluwan》／好的創藝工作室 演唱：達卡鬧                                                              | [ 33 ] [ 34 ] |
| 2021 （第32屆） | 《得力量 Pulu'em》／卡達德邦文化工作室 演唱：桑布伊                                                         | [ 33 ] [ 34 ] |
| 2021 （第32屆） | 《Akokey 親愛的你好嗎》／中華民國台灣原住民族文化發展協會 演唱：謝永泉                                      | [ 33 ] [ 34 ] |
| 2021 （第32屆） | 《žž》／那屋瓦文化有限公司 演唱：žž瑋琪                                                                     | [ 33 ] [ 34 ] |
| 2022 （第33屆） | 《pongso no Tao 人之島》 角頭文化事業股份有限公司 演唱：陳建年                                              | [ 35 ] [ 36 ] |
| 2022 （第33屆） | 《溯》／漢創文化股份有限公司 演唱：野東西                                                                   | [ 35 ] [ 36 ] |
| 2022 （第33屆） | 《Ira…a micekor 靜靜地等待著》／好有感覺音樂事業有限公司 演唱：Osay Hongay 簡燕春                           | [ 35 ] [ 36 ] |
| 2022 （第33屆） | 《〈N1〉那屋瓦一號作品》／那屋瓦文化有限公司 演唱：夏子、阿拉斯、曾妮、丁繼、薛薛、真愛、Kivi               | [ 35 ] [ 36 ] |
| 2022 （第33屆） | 《我們的島》／小島大歌影音工作室 演唱：戴曉君、布妲菈．碧海、Emlyn、Vaiteani、Selina Leem、Sammy、Yoyo Tuki | [ 35 ] [ 36 ] |
| 2022 （第33屆） | 《iya manu maitucu 我以為我不知道》／新式有限公司 演唱：Kerekelj 沈昉禎                                     | [ 35 ] [ 36 ] |
| 2023 （第34屆） | 《cinevuan 7鄰86號》 十一音像有限公司 演唱：Matzka                                                          | [ 37 ] [ 38 ] |
| 2023 （第34屆） | 《Muskun Kata 一起我們》／燚碼音樂工作室 演唱：王宏恩                                                       | [ 37 ] [ 38 ] |
| 2023 （第34屆） | 《分水嶺Parius》／那屋瓦文化有限公司 演唱：Kivi                                                             | [ 37 ] [ 38 ] |
| 2023 （第34屆） | 《我這裡有一批很純的你要不要 Ita》／野聲音娛樂有限公司 演唱：葛西瓦                                         | [ 37 ] [ 38 ] |
| 2023 （第34屆） | 《ABUS》／華納國際音樂股份有限公司 演唱：阿布絲                                                             | [ 37 ] [ 38 ] |
| 2024 （第35屆） | 《寶藏 Treasure》 那屋瓦文化有限公司 演唱：Makav 真愛                                                       | [ 39 ] [ 40 ] |
| 2024 （第35屆） | 《美式教育》／年輕富有娛樂有限公司 演唱：AZ李孝祖                                                           | [ 39 ] [ 40 ] |
| 2024 （第35屆） | 《給幸福的一封信》／婷婷爵士音樂工作室 演唱：邱立婷、薩巴太魯閣兒童合唱團                                   | [ 39 ] [ 40 ] |
| 2024 （第35屆） | 《Vusam種子》／斯納伊工作室 演唱：舞炯恩加以法利得                                                          | [ 39 ] [ 40 ] |
| 2024 （第35屆） | 《最好的日常 （Those Days）》／歐開文化創意股份有限公司 演唱：歐開合唱團                                    | [ 39 ] [ 40 ] |
| 2024 （第35屆） | 《女人島》／阿洛無限有限公司 演唱：阿洛·卡力亭·巴奇辣                                                       | [ 39 ] [ 40 ] |
| 2025 （第36屆） | 《VAIVAIK 尋走》 風潮音樂國際股份有限公司 演唱：戴曉君                                                      |               |
| 2025 （第36屆） | 《雲就要翻過山》／街聲股份有限公司 演唱：張淦勛                                                             |               |
| 2025 （第36屆） | 《kamawan za kavung 像帽子一樣》／野聲音樂文化事業有限公司 演唱：Morikilr 孔亞明                            |               |
| 2025 （第36屆） | 《QUEENDOM》／華納國際音樂股份有限公司 演唱：阿布絲・塔娜比瑪                                               |               |
| 2025 （第36屆） | 《Qrasun 格拉孫》／自在合作行 演唱：姑慕·巴紹                                                               |               |
| 2025 （第36屆） | 《mudalrep 靠近》／卡達德邦文化工作室 演唱：桑布伊                                                          |               |

## 歷屆評論
| 年份 （屆次）   | 得獎者及專輯名稱               | 評論 |
| --------------- | ------------------------------ | --- |
| 2012 （第23屆） | 以莉‧高露《輕快的生活》        | 融合爵士、bossa nova和阿美族歌謠，展現濃郁迷人的都會情調。不論穿梭在城市或鄉野之中，都能踏著自己的步調輕快過生活。               |
| 2013 （第24屆） | 歐開合唱團《O-Kai A Cappella》 | 大膽地融合a cappella和原住民語言，有著極佳的編曲和演唱。曲風親近流行音樂市場，令人容易進而接受原住民音樂，是一張雅俗共賞的專輯。 |
| 2014 （第25屆） | 泰武古謠傳唱《歌，飛過群山》   | 接近聖歌的古調，感人的歌詞搭配小朋友單純而動人的歌聲，是張令人動容的專輯。                                                       |
| 2015 （第26屆） | 查勞‧加麓《玻里尼西亞》        | 跳脫大眾對原住民音樂的概念，以跨族合作呈現更大的音樂撞擊力度。製作水準出色，是張令人動容的專輯。                                 |
| 2016 （第27屆） | 吳昊恩《洄游》                 | 專輯概念完整，詞曲、製作有很強的國際視野。聲音表情豐富，演奏精彩，製作水準突出。                                                 |
| 2017 （第28屆） | 阿爆《Vavayan 女人》           | 排灣族語和流行旋律的結合毫無違和感，音樂風格打動了非原住民語系的聽眾，是一張超越語言的作品。                                     |
| 2018 （第29屆） | CMO樂團《直美》                | 融合流行曲調，用各種音樂方式詮釋古調，音樂精彩有趣。                                                                             |
| 2019 （第30屆） | 雅維‧茉芮《斯瓦細格》          | 專輯嘗試了原住民音樂較少融入的迷幻搖滾，製作面和流暢度也十分出色。歌者在專輯裡將泰雅故事說得動聽，讓不分族群的聽眾容易接受。     |
| 2020 （第31屆） | 阿爆《Kinakaian 母親的舌頭》   | 排灣族語和流行旋律的結合毫無違和感，音樂風格打動了非原住民語系的聽眾。專輯的渲染力和完整度都很高，是一張超越語言的作品。         |
| 2021 （第32屆） | 漂流出口《海女》               | 透過音樂展現新生代的文化，有前瞻性。融合更多語言的跨界風格，更具革命企圖。                                                       |
| 2022 （第33屆） | 陳建年《Pongso No Tao 人之島》 | 專輯呈現歌者對島嶼的歌頌，結合生活化的音樂。沒有設計的從容、不見雕琢的巧思，最簡單也最動人。                                     |
| 2023 （第34屆） | Matzka《Cinevuan 7鄰86號》     | 以輕鬆的手法紀錄對部落的細膩觀察，編曲及錄音精緻。專輯概念完整，是一張極具國際性的作品。                                         |
| 2024 （第35屆） | 真愛《寶藏》                   | 編曲、混音讓人驚艷，唱功出色，展現跨語言的和諧與新意。                                                                           |
| 2025 （第36屆） | 戴曉君《Vaivaik 尋走》         | 演奏技巧出色，以月琴呈現原住民特有的節奏，勇敢、創新且深具文化。不只是原住民音樂的大躍進，也深具國際性。                         |

## 外部連結
- 第35屆金曲獎頒獎典禮官方網站
- 歷屆金曲獎得獎入圍名單 （页面存档备份，存于），文化部影視及流行音樂產業局